# John Hampden

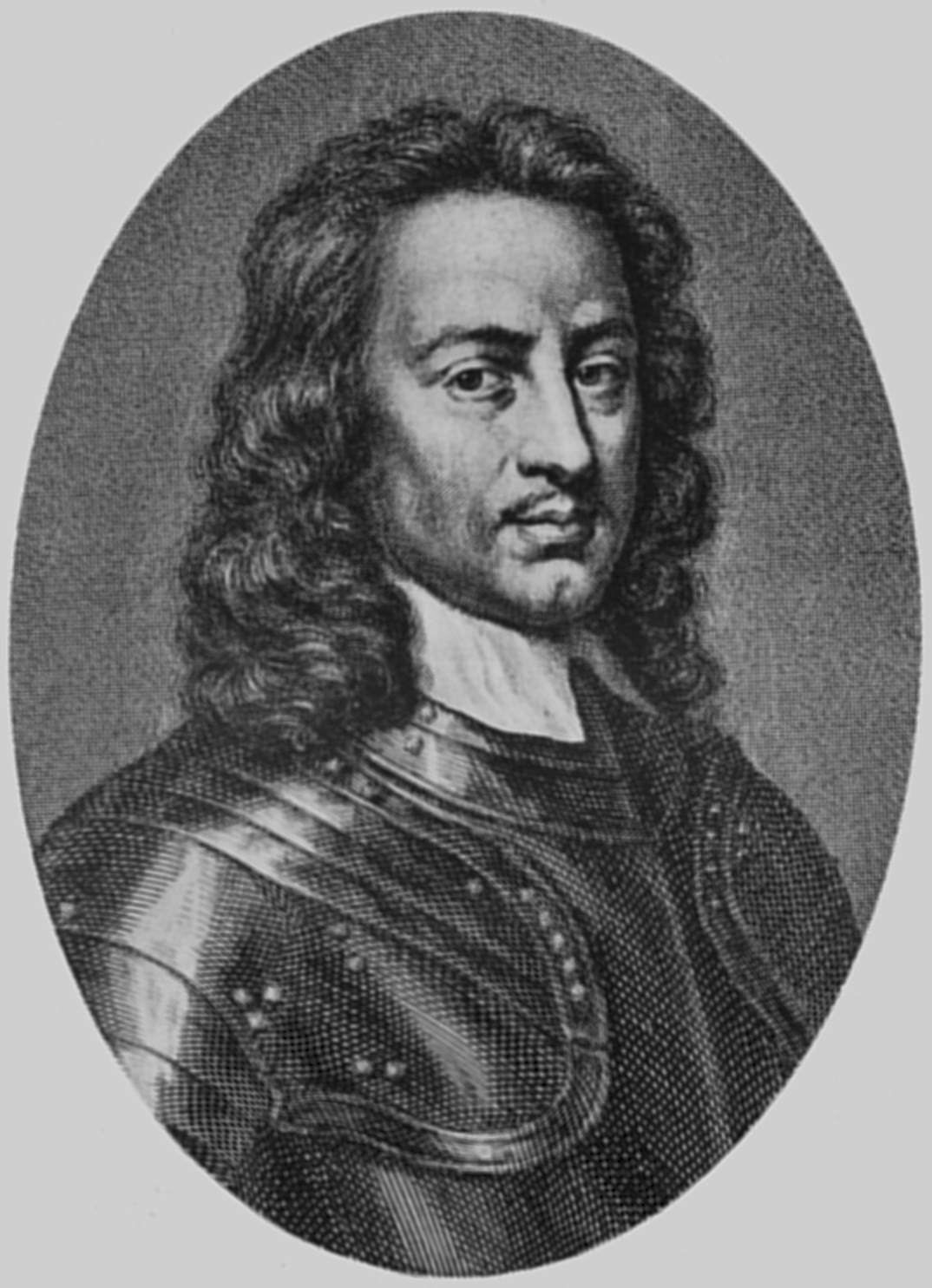
John Hampden.

John Hampden, född 1594, död den 24 juni 1643 i Thame, var en engelsk statsman. Han var far till skattkammarkanslern Richard Hampden.
Hampden idkade grundliga studier i Oxford och Inner Temple i London samt bosatte sig 1619 på släktgodset Great Hampden i Buckinghamshire. Från och med 1621 till sin död var han för detta grevskap ledamot av underhuset. Från 1626 tillhörde han avgjort oppositionen och var särskilt nära förbunden med dess förste ledare, sir John Eliot; 1627 satt han en tid fängslad för sin vägran att betala vad han uppfattade som en under namnet tvångslån av regeringen i olaga form påbjuden skatt.
Sin historiska ryktbarhet vann Hampden, då han 1637 vägrade att betala en annan skatt, de så kallade skeppspenningarna, och drog frågan om deras laglighet under domstolsprövning. Utslaget, som avkunnades den 12 juni 1638, gav kronan rätt mot Hampden, men fem domare av tolv uttalade sig mot kronans anspråk, och rättegången mot Hampden eggade i hög grad folket till ihärdigt motstånd mot det man såg som kungamaktens missbruk, på samma gång hans modiga uppträdande gjorde honom till Englands populäraste man.
I "korta parlamentet" (april–maj 1640) ledde han oppositionen och blev den 6 maj, omedelbart efter parlamentsupplösningen, arresterad, men frigavs snart. Även i det i november samma år sammanträdande "långa parlamentet" var Hampden synnerligen verksam och inflytelserik, framför allt i kommittéerna, men underordnade sig villigt Pyms ledning. Han var ingen vältalare, men utmärkte sig däremot som fyndig och taktiskt skicklig debattör.
Den mot Hampden 1638 fällda domen förklarades av båda husen olaglig, och han deltog med iver i räfsten med de domare, som i liknande fall satt kungens vilja över landets lag. Av det utskott, som förberedde anklagelseakten mot Strafford, var han medlem, och han tog en verksam del i uppsättandet av den stora framställningen om rikets tillstånd (the grand remonstrance), vilken av parlamentet avgavs i november 1641.
Hampden var även en av de fem underhusmedlemmar, som kungen förgäves sökte häkta i underhusets sessionsrum (den 4 januari 1642). Efter den slutliga brytningen med kungen insattes Hampden (juli samma år) i det säkerhetsutskott, som skulle sörja för parlamentets och rikets försvar. Han uppsatte vid inbördeskrigets utbrott själv ett fotregemente och deltog i de militära operationerna kring Oxford. I en skärmytsling med en kunglig trupp under prins Rupert vid Chalgrove Field i närheten av Chalgrove (den 18 juni 1643) blev Hampden dödligt sårad.